# Gos llop italià
El gos llop italià és una raça de gos creada el 1966 creuant una lloba salvatge del nord del Laci amb un pastor alemany.Originalment va ser criat com a gos de pastor, per a la pastura d'ovelles. Des de llavors, s'ha utilitzat en molts altres tipus de treballs, com ara l'assistència a discapacitats, la recerca i rescat, el treball policial i la guerra. Es manté habitualment com a gos de companyia i, segons la Fédération Cynologique Internationale, va tenir el segon nombre més alt de registres anuals el 2013.

## Característiques
A diferència de la majoria dels gossos llop híbrids aquest exemplar caní mostra una tendència a ser utilitzat com a gos de treball, i la seva reproducció va ser promoguda pel Govern italià. Un establiment de cria va ser creat al Piemont, i el nombre de gossos augmenta gradualment a prop de 700 exemplars per any.
La raça va ser reconeguda oficialment pel Govern italià i es van aprovar lleis per proporcionar recursos financers per a la seva reproducció. Avui en dia nombrosos equips de rescat alpins utilitzen aquests gossos per a la recerca de víctimes d'allaus. Amb el temps, ha demostrat ser superior al pastor alemany en la localització de persones enterrades sota la neu. També s'ha utilitzat com a gos de rescat per localitzar persones atrapades sota la runa d'edificis ensorrats en la seqüela d'un terratrèmol. El gos llop italià ha dut a terme excepcionalment bé aquest paper de rescat.

## Descripció
Els pastors alemanys són gossos de mida mitjana i gran. S'assembla a un pastor alemany en la seva aparença, però els seus ulls s'assemblen als d'un llop. L'alçada oscil·la entre els 60 i els 70 cm per als mascles, i de 58 a 65 cm per a les femelles. El cap i la seva expressió defineix el sexe de l'animal. Els llavis gairebé sempre són de color negre. La mandíbula és forta, i hi ha una dotació completa de 42 dents: la mossegada és en forma de tisora. Els ulls donen una expressió intensa i lleial, i van des de l'ambre i el color groc al blau. El cos és robust, no gaire allargat. L'abdomen és fort (la columna vertebral és recta), molt ben construït i proporcionat.
El gos llop italià actua amb rapidesa i amb gràcia, malgrat la seva mida. El seu trot fa l'efecte de "força elegant" i s'assembla al del llop salvatge. les extremitats són llargues i musculoses, amb poc angle. El seu pelatge és de longitud i duresa mitjana, més curt i més fi en les cuixes, en el cap i en les extremitats. El color varia des del gris, amb marques diferents, al crema, amb una cadira de muntar fosca. La cua, sense exageració, penja baixa fins als pèls de punta, i no presenta cap curvatura excessiva.